# Pannotie
Pannotie byl superkontinent, který se krátkodobě vytvořil na Zemi v mladších starohorách asi před 600 milióny let. Vznikl srážkou Protogondwany, která se pohybovala ze severní polokoule k jihu, s Protolaurasií, rozkládající se tehdy kolem jižního pólu.
Pannotie existovala nanejvýš pár desítek miliónů let. Poměrně záhy se od ní totiž odtrhla Laurentie, Baltika a Sibiř. Pevninu, která zbyla, už nazýváme Gondwana.